# Ludwig Metz
Ludwig Metz (* 20. April 1913 in Frankfurt am Main; † 1993) war ein deutscher Drogist, Soldat und Deserteur.

## Leben
Nach der Mittleren Reife absolvierte Metz eine Ausbildung zum Drogisten, verlor aber in der Weltwirtschaftskrise 1929 seine Arbeit. Anfang 1933 verpflichtete sich Metz für zwölf Jahre als Berufssoldat bei der Reichswehr und wurde Kanonier des 7. Artillerie-Regiments in Würzburg. Eingesetzt wurde er unter anderem 1938 beim Einmarsch in Österreich und ins Sudetenland. Beim anschließenden Frankreichfeldzug erhielt er 1940 das Eiserne Kreuz II. Klasse. Im gleichen Jahr wurde er Offizieranwärter und 1941 zum Leutnant befördert. Anschließend folgte ein Einsatz im Balkanfeldzug, später die Verlagerung an die Ostfront in der Ukraine und auf der Krim.
Als gläubiger Katholik quälten Metz zunehmend Zweifel am Sinn des Krieges. Nachdem er von Gräueltaten an Zivilisten erfahren hatte, beschloss er am 6. März 1942 zu desertieren. Mit gefälschten Papieren erreichte er am 16. Mai 1942 die Schweiz und wurde dort dreieinhalb Jahre interniert. Im Dezember 1945 kehrte er nach Deutschland zurück, wo er zunächst für die Hessischen Spruchkammern der von den Amerikanern eingerichteten Entnazifizierungsbehörde arbeitete. Er wechselte später in seinen alten Beruf als Drogist; als er scheiterte, fand er eine Anstellung in der Registratur der Main-Gas-Werke. Er starb 1993 als Rentner.
Metz’ Aufzeichnungen zu seiner Flucht in die Schweiz wurden nach seinem Tod von seinem Schwager Hans Böckler entdeckt und um weitere eigene Recherchen ergänzt in Buchform veröffentlicht.